# Nunta lui Oli
Nunta lui Oli este un film românesc din 2009 regizat de Tudor Cristian Jurgiu. Rolurile principale au fost interpretate de actorii Adrian Titieni.

## Distribuție
Distribuția filmului este alcătuită din:
- Ioan Cortea — Oli
- Adrian Titieni — Dorel
- Alexandra Fasola — Sarah
- George Albert Costea — Gabi
- Alexandru Gâtstrâmb — Alex
- Vlad Rădescu — Bob
- Rodi Cotenescu — Leslie